# 봉천로 (파주시)
봉천로(Bongcheon-ro)는 파주시 조리읍 봉일천입구교차로에서 파주시 조리읍 말레이지아교앞교차로  을 잇는 도로이다.

## 주요 경유지
경기도
- 파주시 (조리읍)

## 노선
| 이름                  | 접속 노선                        | 소재지 | 소재지 | 비고 |
| --------------------- | -------------------------------- | ------ | ------ | ---- |
| 봉일천입구 교차로     | 국도 제1호선 (통일로)            | 파주시 | 조리읍 |      |
| (이름없음)            | 국가지원지방도 제98호선 (고봉로) | 파주시 | 조리읍 |      |
| 조리사거리            | 대원로                           | 파주시 | 조리읍 |      |
| 말레이지아교앞 교차로 | 지방도 제363호선 (중앙로)        | 파주시 | 조리읍 |      |

## 주요 시설및 건물
- 농협 조리농협 본점 (봉천로 28/봉일천리 210-16)
- 파리바게뜨 봉일천점 (봉천로 29/봉일천리 142-2)
- 롯데리아 봉일천점 (봉천로 40/봉일천리 160-36)
- CU 봉일천점 (봉천로 46/봉일천리 204-13)
- 조리파출소 (봉천로 55/봉일천리 160-72)
- 조리읍행정복지센터 (봉천로 64/봉일천리 188-6)
- GS칼텍스 봉일천주유소 (봉천로 95/봉일천리 285-3)